# 2,3-dimetilbutano
El 2,3-dimetillbutano es un hidrocarburo de cadena ramificada, de la familia de los alcanos. Su fórmula empírica es C6H14 y su fórmula semidesarrollada es (CH3)2CHCH(CH3)2.
Es uno de los isómeros del hexano. Se emplea como combustible por tener un índice de octano alto.

## Obtención

### A partir de derivados halogenados
- Se puede obtener mediante una síntesis de Wurtz, a partir de 2-bromopropano, en presencia de sodio:[4]

{\displaystyle \scriptstyle 2\,H_{3}C-CHBr-CH_{3}\,+2\,Na\rightarrow H_{3}C-CH(CH_{3})-CH(CH_{3})-CH_{3}\,+\,2\,NaBr}

o partiendo de otro 2-halopropano:
{\displaystyle \scriptstyle (CH_{3})_{2}CHX+2\,Na{\xrightarrow {}}(CH_{3})_{2}CHCH(CH_{3})_{2}+NaX}

- A partir de un derivado 2-halogenado de propano con litio en presencia de éter etílico y haluro de litio:

{\displaystyle \scriptstyle (CH_{3})_{2}CHX+2\,Li{\xrightarrow[{-LiX}]{|Et_{2}O|}}(CH_{3})_{2}CHLi} 
que posteriormente:

{\displaystyle \scriptstyle (CH_{3})_{2}CHLi{\xrightarrow {+(CH_{3})_{2}CHX}}(CH_{3})_{2}CHCH(CH_{3})_{2}+LiX}
- A partir de derivados monohalogenados (como el 1-cloro-2,3-dimetilbutano o el 2-cloro-2,3-dimetilbutano):

1. Tratados con hidrácidos en presencia de zinc:
{\displaystyle \scriptstyle (CH_{3})_{2}CHCH(CH_{3})CH_{2}X+Zn+HX{\xrightarrow {}}(CH_{3})_{2}CHCH(CH_{3})_{2}+ZnX_{2}}

ó bien

{\displaystyle \scriptstyle (CH_{3})_{2}CHCX(CH_{3})_{2}+Zn+HX{\xrightarrow {}}(CH_{3})_{2}CHCH(CH_{3})_{2}+ZnX_{2}}

2. Con tetrahidruro de aluminio y litio, LiAlH4, o con tetrahidruro de boro y sodio, NaBH4:
{\displaystyle \scriptstyle 4\,(CH_{3})_{2}CHCH(CH_{3})CH_{2}X+LiAlH_{4}{\xrightarrow {}}}

{\displaystyle \scriptstyle 4\,(CH_{3})_{2}CHCH(CH_{3})_{2}+AlX_{3}+LiX}

o bien

{\displaystyle \scriptstyle 4\,(CH_{3})_{2}CHCX(CH_{3})_{2}+LiAlH_{4}{\xrightarrow {}}4\,(CH_{3})_{2}CHCH(CH_{3})_{2}+AlX_{3}+LiX}

3. Con hidrácidos como yoduro de hidrógeno:
{\displaystyle \scriptstyle (CH_{3})_{2}CHCH(CH_{3})CH_{2}I+HI{\xrightarrow {}}(CH_{3})_{2}CHCH(CH_{3})_{2}+I_{2}}

o bien

{\displaystyle \scriptstyle (CH_{3})_{2}CHCI(CH_{3})_{2}+HI{\xrightarrow {}}(CH_{3})_{2}CHCH(CH_{3})_{2}+I_{2}}

4. Con litio, en presencia de éter etílico, se forman compuestos de organolitio, y posterior hidrólisis para obtener el 2,3-dimetilbutano.

{\displaystyle \scriptstyle (CH_{3})_{2}CHCH(CH_{3})CH_{2}X+2Li{\xrightarrow {|Et_{2}O|}}}

{\displaystyle \scriptstyle (CH_{3})_{2}CHCH(CH_{3})CH_{2}Li+LiX} y posterior hidrólisis

{\displaystyle \scriptstyle (CH_{3})_{2}CHCH(CH_{3})CH_{2}Li+H_{2}O{\xrightarrow {}}}

{\displaystyle \scriptstyle (CH_{3})_{2}CHCH(CH_{3})_{2}+LiOH}

o bien

{\displaystyle \scriptstyle CH_{3}CHXC(CH_{3})_{3}+2Li{\xrightarrow {|Et_{2}O|}}}

{\displaystyle \scriptstyle CH_{3}CHLiC(CH_{3})_{3}+LiX} y posterior hidrólisis

{\displaystyle \scriptstyle CH_{3}CHLiC(CH_{3})_{3}+H_{2}O{\xrightarrow {}}}

{\displaystyle \scriptstyle (CH_{3})_{2}CHCH(CH_{3})_{2}+LiOH}

5. Con magnesio, en presencia de éter etílico, se forman compuestos de organomagnesio, y posterior hidrólisis para obtener el 2,3-dimetilbutano.

{\displaystyle \scriptstyle (CH_{3})_{2}CHCH(CH_{3})CH_{2}X+Mg{\xrightarrow {|Et_{2}O|}}}

{\displaystyle \scriptstyle (CH_{3})_{2}CHCH(CH_{3})CH_{2}MgX} y posterior hidrólisis

{\displaystyle \scriptstyle (CH_{3})_{2}CHCH(CH_{3})CH_{2}MgX+H_{2}O{\xrightarrow {}}}

{\displaystyle \scriptstyle (CH_{3})_{2}CHCH(CH_{3})_{2}+Mg(OH)X}
o bien

{\displaystyle \scriptstyle CH_{3}CHXC(CH_{3})_{3}+Mg{\xrightarrow {|Et_{2}O|}}}

{\displaystyle \scriptstyle (CH_{3})_{2}CHC(MgX)(CH_{3})_{2}} y posterior hidrólisis

{\displaystyle \scriptstyle (CH_{3})_{2}CHC(MgX)(CH_{3})_{2}+H_{2}O{\xrightarrow {}}}

{\displaystyle \scriptstyle (CH_{3})_{2}CHCH(CH_{3})_{2}+Mg(OH)X}

### Porhidrogenacióndealquenos.
1. A partir de 2,3-dimetil-2-buteno, usando níquel como catalizador::
{\displaystyle \scriptstyle (CH_{3})_{2}C=C(CH_{3})_{2}+H_{2}{\xrightarrow {Ni}}(CH_{3})_{2}CHCH(CH_{3})_{2}}

2. A partir de 2,3-dimetil-1,3-butadieno, usando níquel como catalizador:
{\displaystyle \scriptstyle CH_{2}=C(CH_{3})C(CH_{3})=CH_{2}+2H_{2}{\xrightarrow {Ni}}(CH_{3})_{2}CHCH(CH_{3})_{2}}

### A partir de aldehídos
Por tratamiento del aldehído 2,3-dimetilbutanal con hidrazina, (reacción de Wolf-Kishner):
{\displaystyle \scriptstyle (CH_{3})_{2}CHCH(CH_{3})CHO+NH_{2}NH_{2}{\xrightarrow {KOH}}(CH_{3})_{2}CHCH(CH_{3})_{2}+N_{2}+H_{2}O}

### A partir de sales sódicas deácido carboxílico
1. Por hidrólisis de 3,4-dimetilpentanoato sódico, (CH3)2CΗCΗ(CH3)CH2COONa, en caliente:
{\displaystyle \scriptstyle (CH_{3})_{2}CHCH(CH_{3})CH_{2}COONa+H_{2}O{\xrightarrow {\mathcal {4}}}(CH_{3})_{2}CHCH(CH_{3})_{2}+NaHCO_{3}}
El NaHCO3 formado se descompone en NaOH y CO2 por lo que la reacción resultante es:
{\displaystyle \scriptstyle (CH_{3})_{2}CHCH(CH_{3})CH_{2}COONa+H_{2}O{\xrightarrow {\mathcal {4}}}(CH_{3})_{2}CHCH(CH_{3})_{2}+NaOH+CO_{2}}

2. Por hidrólisis de 2,2,3-trimetilbutanoato sódico, (CH3)2CHC(CH3)2COONa en caliente:
{\displaystyle \scriptstyle (CH_{3})_{2}CHC(CH_{3})_{2}COONa+H_{2}O{\xrightarrow {\mathcal {4}}}(CH_{3})_{2}CHCH(CH_{3})_{2}+NaHCO_{3}}
Igualmente, el NaHCO3 formado se descompone en NaOH y CO2, por lo que globalmente resulta:
{\displaystyle \scriptstyle (CH_{3})_{2}CHC(CH_{3})_{2}COONa+H_{2}O{\xrightarrow {\mathcal {4}}}(CH_{3})_{2}CHCH(CH_{3})_{2}+NaOH+CO_{2}}

### Síntesis industrial
1. Obtención de haluro de etilo por reacción de hidrácido (ΗΧ) con etileno, C2H4:
{\displaystyle \scriptstyle CH_{2}=CH_{2}+HX{\xrightarrow {}}CH_{3}CH_{2}X}
2. Tratamiento con cianuro sódico y obtención de propanonitrilo:
{\displaystyle \scriptstyle CH_{3}CH_{2}X+NaCN{\xrightarrow {}}CH_{3}CH_{2}CN+NaX}
3. Obtención de ácido propanoico por hidrólisis:
{\displaystyle \scriptstyle CH_{3}CH_{2}CN+2H_{2}O{\xrightarrow {}}CH_{3}CH_{2}COOH+NH_{3}}
4. Reducción del ácido propanoico por LiAlH4 y obtención de propan-1-ol:
{\displaystyle \scriptstyle 2\,CH_{3}CH_{2}COOH+LiAlH_{4}{\xrightarrow {}}2\,CH_{3}CH_{2}CH_{2}OH+LiAlO_{2}}
5. Deshidratación con ácido sulfúrico en caliente y obtención de propeno:
{\displaystyle \scriptstyle CH_{3}CH_{2}CH_{2}OH{\xrightarrow[{170^{o}C}]{\pi .H_{2}SO_{4}}}CH_{3}CH=CH_{2}+H_{2}O}
6. Tratamientocon hidrácido y obtención de monoderivado halogenado, preferentemente en el carbono secundario (2-haluro de alquilo):
{\displaystyle \scriptstyle CH_{3}CH=CH_{2}+HX{\xrightarrow {}}CH_{3}CHXCH_{3}}
7. Tratamiento con sodio (síntesis de Wurtz):
{\displaystyle \scriptstyle (CH_{3})_{2}CHX+2Na{\xrightarrow {}}(CH_{3})_{2}CHCH(CH_{3})_{2}+NaX}

## Propiedades
Es un líquido incoloro e inodoro, fácilmente inflamable. Puede resultar nocivo para las personas y el medio ambiente.

## Reactividad
- No debe exponerse a altas temperaturas por el riesgo de incendio, ya que arde con facilidad:

{\displaystyle \scriptstyle C_{6}H_{14}\,+\,{\frac {19}{2}}\,O_{2}\longrightarrow 6\,CO_{2}\,+\,7\,H_{2}O}
- No debe exponerse a oxidantes fuertes.

- Sufre reacciones de halogenación radicalaria, como por ejemplo, en presencia del radical cloro, Cl·. En este caso se forma una mezcla al 50% de 1-cloro-2,3-dimetillbutano y de 2-cloro-2,3-dimetillbutano. Esto indica que el radical cloro posee una mayor afinidad por los hidrógenos secundarios (átomos de H unidos a carbono secundario) que por los hidrógenos primarios, ya que esta molécula posee 12 hidrógenos primarios y solo dos hidrógenos secundarios, y la sustitución resulta ser al 50%.[5]

{\displaystyle \scriptstyle H_{3}C-CH(CH_{3})-CH(CH_{3})-CH_{3}\quad +\quad Cl\cdot \,\,\longrightarrow }
{\displaystyle \scriptstyle H_{3}C-CH(CH_{3})-CH(CH_{3})-CH_{2}Cl\,(50\%)\,+}
{\displaystyle \scriptstyle +\,\,H_{3}C-CH(CH_{3})-CCl(CH_{3})-CH_{3}\,(50\%)}